# Белица, Новица
Новица Белица (серб. Новица Бјелица, родился 9 февраля 1983, Пула) — сербский волейболист, центральный блокирующий (номер 3) команды «Фенербахче» и сборной Сербии. Бронзовый призёр чемпионата Европы 2005, дважды серебряный призёр Мировой лиги (2004 и 2009), серебряный призёр Кубка мира 2003 и бронзовый призёр Средиземноморских игр 2005. Участник Олимпийских игр 2008.